# Konan (Shiga)

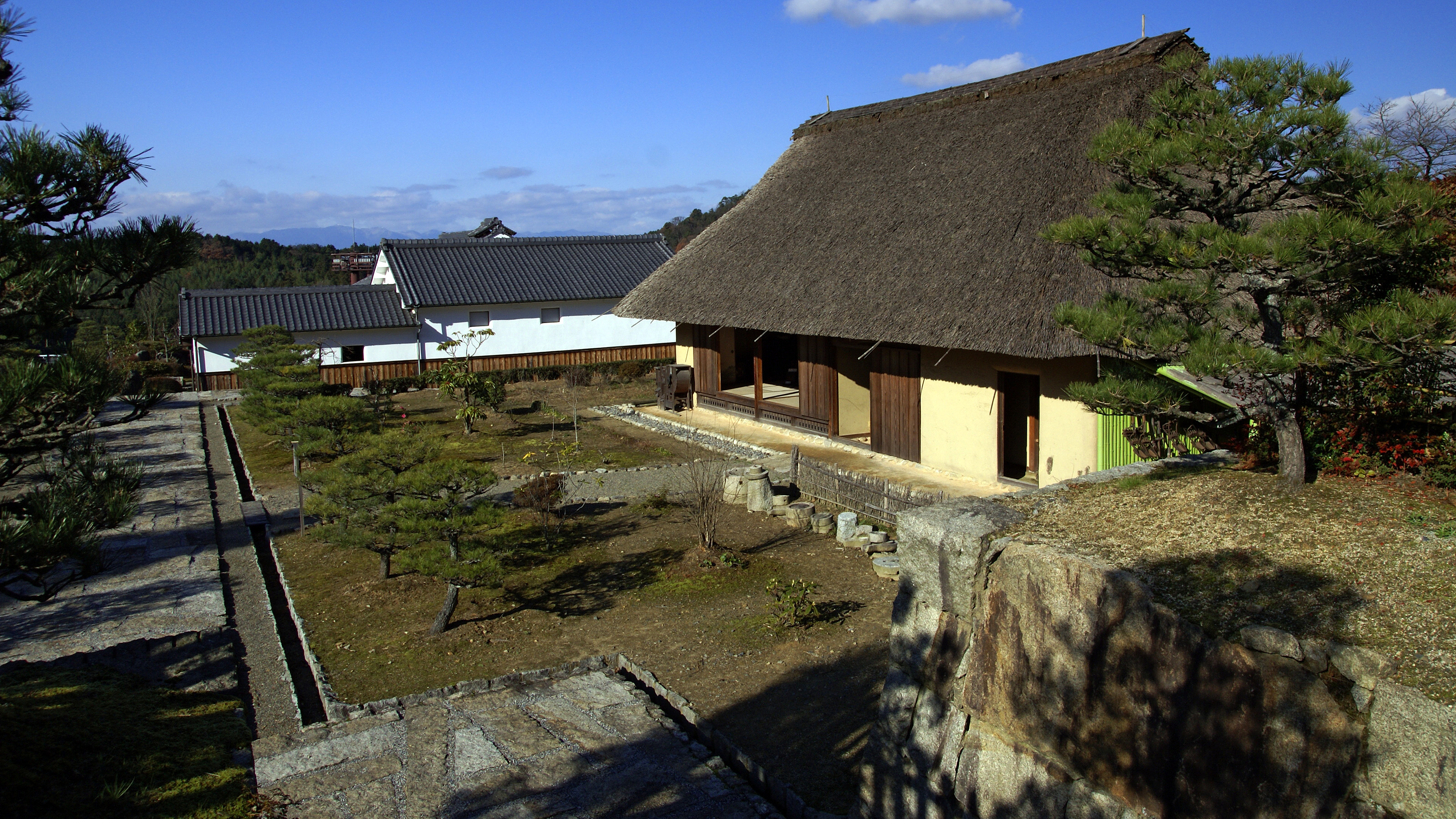
Gebouw van de halteplaats Ishibe aan de Tōkaidō

Konan (Japans: 湖南市, Konan-shi) is een stad in de prefectuur Shiga in Japan. De oppervlakte van de stad is 70,49 km² en begin 2009 had de stad circa 55.000 inwoners.

## Geschiedenis
In de Edoperiode was Ishibe een halteplaats aan de Tōkaidō.
Konan werd op 1 oktober 2004 een stad (shi) na de samenvoeging met delen van de gemeentes Ishibe (石部町, Ishibe-chō) en Kosei (甲西町, Kōsei-chō), beide van het district Kōka.

## Bezienswaardigheden

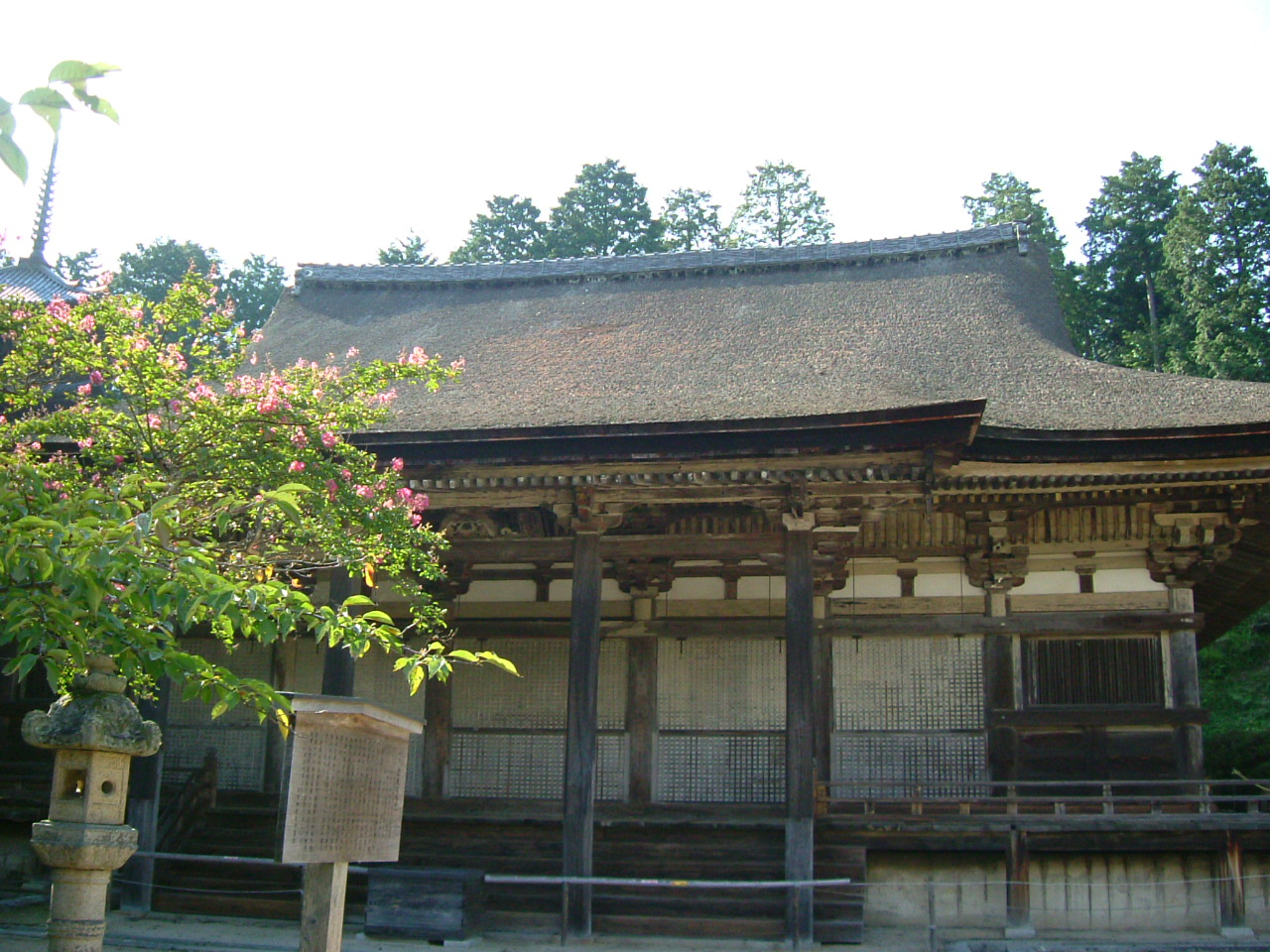
Jōraku-ji

- Gebouwen van de halteplaats Ishibe
- Boeddhistische tempels en shinto jinjas:
  - Choju-ji (長寿寺, Chōju-ji)
  - Hakusan (白山神社, Hakusan-jinja)
  - Jōraku-ji (常楽寺, Jōraku-ji), nationaal erfgoed
  - Yoshimiko (吉御子神社, Yoshimiko-jinja)
  - Zensui-ji (善水寺, Zensui-ji)

## Verkeer
Konan ligt aan de Kusatsu-lijn van de West Japan Railway Company.
Konan ligt aan de Meishin-autosnelweg en aan Autoweg 1 (richting Osaka en Nagoya) en autoweg 477.

## Aangrenzende steden
- Kōka
- Rittō
- Yasu

## Geboren in Konan
- Kei Aran (安蘭 けい, Aran Kei), een otokoyaku (actrice die mannenrollen speelt).